# Poniklá
Poniklá – gmina w Czechach, w powiecie Semily, w kraju libereckim. Według danych z dnia 1 stycznia 2013 liczyła 1 143 mieszkańców.
W miejscowości jest stacja kolejowa Poniklá.